# Banderola

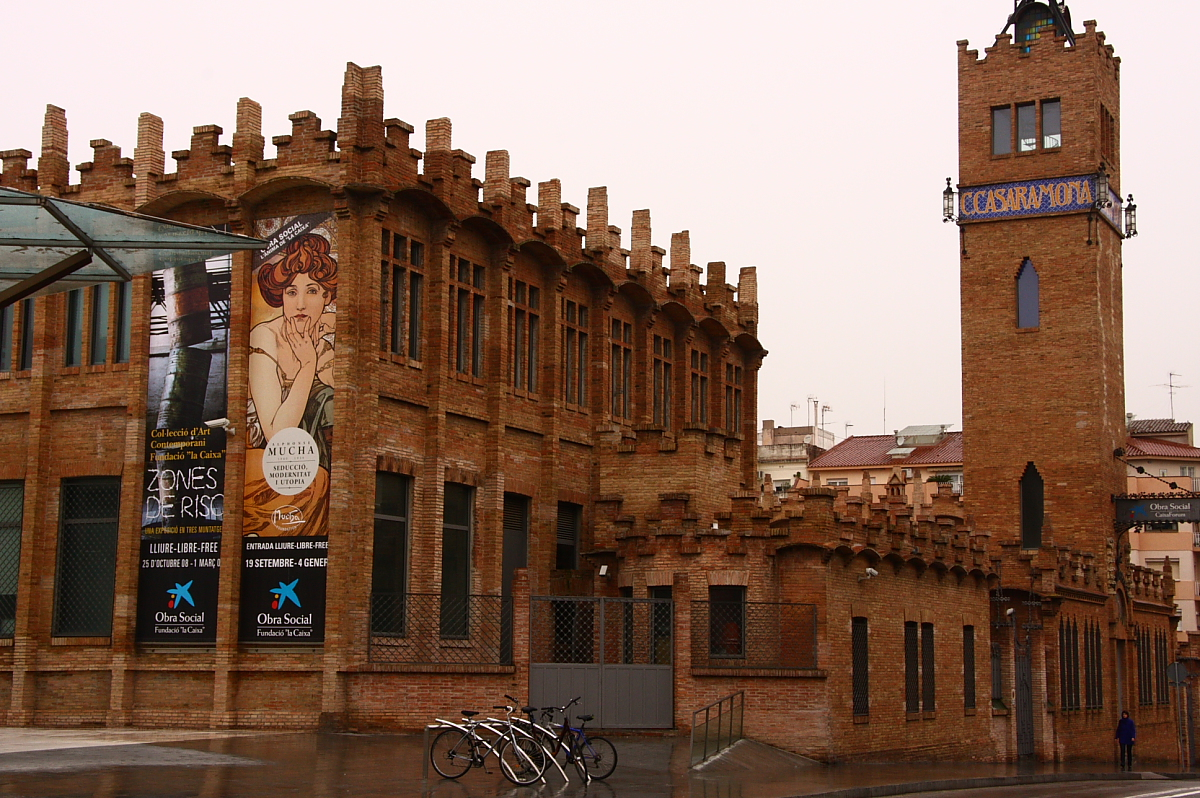
Banderoles d'una exposició penjades al mateix edifici on se celebra

Una banderola és un tipus de bandera. El seu origen són els estendards i penons medievals que s'utilitzaven com a decoració quan tenia lloc un fet destacat a la comunitat: un torneig, una justa o una cerimònia (inauguració, lliurament de premis, etc.). També es van utilitzar variants per identificar els guerrers en el camp de batalla, com les nobori o les sashimono. Han evolucionat cap al seu ús actual, com a anunci d'esdeveniments que tenen una connotació de prestigi —com ara exposicions, fires de mostres, trobades culturals, etc.

## Element de comunicació a l'exterior

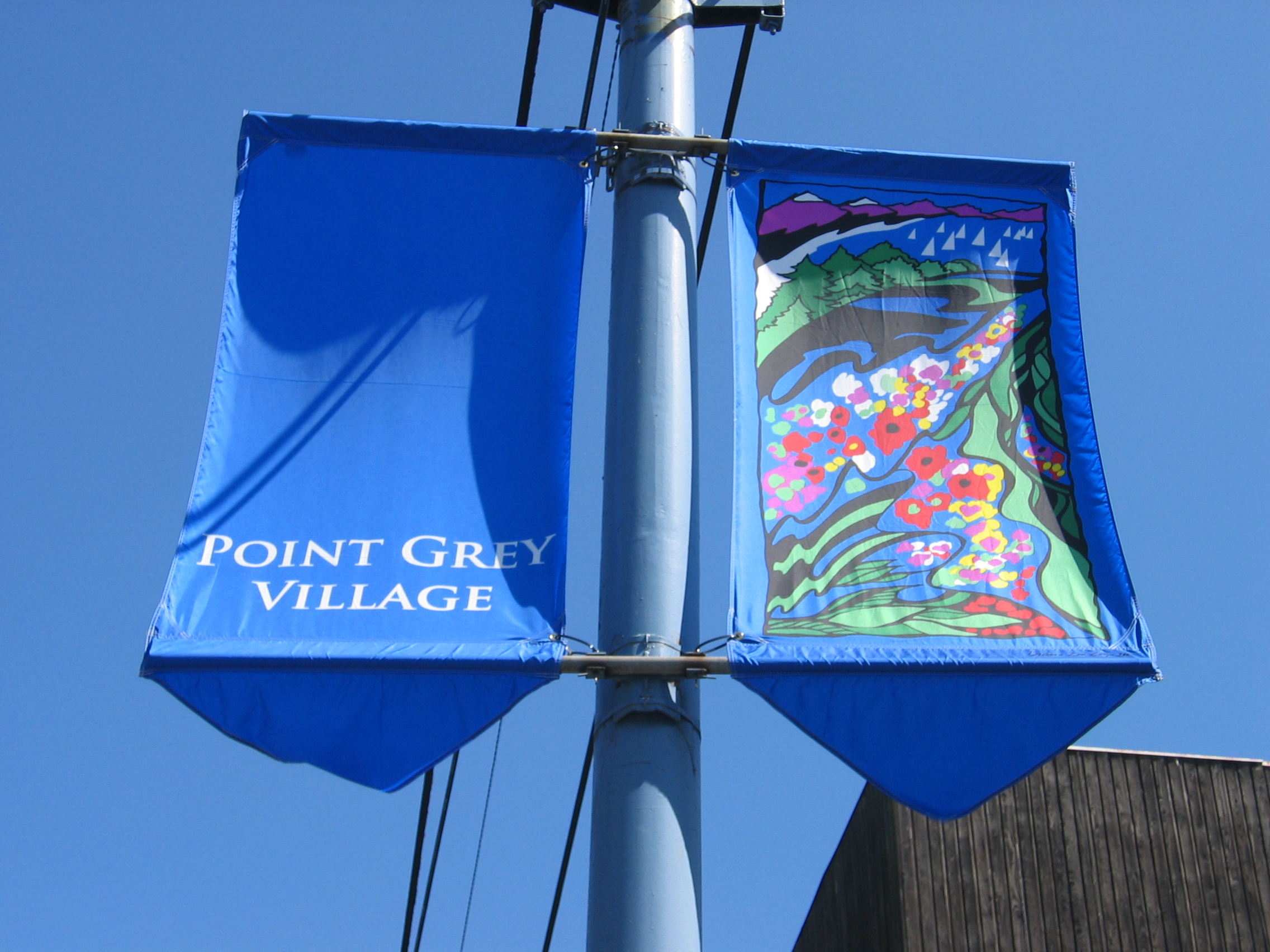
Banderoles del centre comercial Point Grey Village, a Vancouver (Canadà)

Actualment s'utilitzen molt en publicitat exterior. Són suports allargats de lona sobre els quals se serigrafien anuncis o missatges publicitaris. Les banderoles s'exhibeixen en llocs públics i es col·loquen lligades a pals o fanals.
Per a aconseguir un impacte més gran, s'acostuma a desplegar una sèrie d'elles en un entorn reduït, ja sigui una via d'accés, costat de l'edifici o als voltants del lloc de celebració. Podem observar una sèrie de banderoles a l'entrada d'un centre comercial o un altre tipus d'establiment, per destacar i cridar l'atenció a distància.
Els missatges impresos a les banderoles han de ser necessàriament breus, per la qual cosa acostumen a fer referència directa al fet anunciat. A causa del limitat espai disponible, poques vegades reprodueixen imatges i es limiten a imprimir el nom o marca comercial de l'esdeveniment o eslògans publicitaris directes. Una altra característica de les banderoles situades unes darrere d'altres, és que permet dissenyar diferents missatges de manera que es complementen o reforcen.
El logotip de l'esdeveniment també acostuma a ser inclòs com a targeta de presentació i punt de referència.
Es tracta d'un suport publicitari relativament barat, fàcil i ràpid de col·locar. Pot plantejar-se com una acció efímera, relacionada amb un esdeveniment puntual o amb alguna instal·lació o fet permanent (en aquest cas, serà necessari un manteniment de les banderoles que, pel fet de ser a l'aire lliure, pateixen les inclemències del temps).
A més, es poden retirar en finalitzar la celebració, i es poden reutilitzar per al mateix propòsit en altres localitats on hagi de tenir lloc.